# Енохин, Иван Васильевич
Иван Васильевич Енохин (1791—1863) — русский врач, доктор медицины и хирургии, лейб-медик. Тайный советник.

## Биография
Родился в 1791 году (23 июня или 24 июля) в слободе Зимовейки Короченского уезда Курской губернии в семье сельского священника. Первоначальное образование получил дома, а затем был отдан в Курскую семинарию, после окончания которой поступил в Киевскую духовную академию (1809). Во время обучения в духовной академии (1809—1814), отличился успехами и примерным поведением. Основательно изучив во время учёбы французский язык, после окончания Академии был назначен преподавателем этого языка в Курской семинарии, а затем ему было поручено преподавание также поэтики и математики. 
В возрасте 26 лет (1817) Енохин был принят казённокоштным слушателем в Императорскую медико-хирургическую академию, которую окончил в 1821 году с отличием, серебряной медалью и степенью лекаря I отделения. Во время обучения Енохин обратил на себя внимание президента Академии Я. В. Виллие.
Сопровождал императора Николая I во время его поездок по России в 1827 году и во время турецкого похода. В 1831 году состоял в Польше при графе Паскевиче во время военных действий. За диссертацию «Tractatus de medulla Spinali» (1836) признан в Москве доктором медицины. В 1837 году ездил по России с государем Наследником и был причислен к его штату. Главный доктор военно-учебных заведений (с 1849). Лейб-медик высочайшего двора (с 1855). Главный медицинский инспектор (с 1862). 
В течение 12 лет состоял председателем Санкт-Петербургского общества русских врачей.
Умер 12 (24) июля 1863 года в чине тайного советника. Похоронен в Санкт-Петербурге на Новодевичьем кладбище. Жена, Мария Викентьевна, умерла 21 января 1882 года и была похоронена рядом с мужем.